# Houssem Hassen Romdhane
Houssem Hassen Romdhane (arabe : حُسَام حَسَن رَمَضَان), né le 21 février 2000, est un footballeur tunisien évoluant au poste d'arrière droit au Club africain.

## Carrière
Latéral droit de l'Espérance sportive de Zarzis, il intègre le Club africain le 2 juillet 2025 pour deux saisons.

## Statistiques
| Saison                | Club                  | Championnat           | Championnat | Championnat | Coupe(s) nationale(s) | Coupe(s) nationale(s) | Total | Total |
| Saison                | Club                  | Division              | M.          | B.          | M.                    | B.                    | M.    | B.    |
| 2020-2021             | ES Zarzis             | Ligue 1 Pro           | 2           | 1           | 3                     | 0                     | 5     | 1     |
| 2021-2022             | ES Zarzis             | Ligue 1 Pro           | 19          | 0           | 0                     | 0                     | 19    | 0     |
| 2023-2024             | ES Zarzis             | Ligue 2 Pro           | 0           | 0           | 1                     | 0                     | 1     | 0     |
| 2024-2025             | ES Zarzis             | Ligue 1 Pro           | 27          | 2           | 3                     | 0                     | 30    | 2     |
| Sous-total            | Sous-total            | Sous-total            | 48          | 3           | 7                     | 0                     | 55    | 3     |
| 2024-2025             | Club africain         | Ligue 1 Pro           | -           | -           | -                     | -                     | 0     | 0     |
| Total sur la carrière | Total sur la carrière | Total sur la carrière | 48          | 3           | 7                     | 0                     | 55    | 3     |